# Marilyn Wann
 (mars 2019).
Pour les articles homonymes, voir Wann.
Marilyn Wann (1966) est une militante et écrivaine américaine. Elle milite au sein du mouvement d'acceptation des gros.

## Biographie
Après avoir publié pendant plusieurs années le fanzine Fat! So? (sélectionné par Utne Reader pour son Prix du zine), Wann fait paraître en 1998 un livre du même nom aux éditions Penguin Random House.

## Œuvre
- Fat! So? Because You Don't Have to Apologize for Your Size, Penguin Random House, 1998